# Міністерство національної оборони Туреччини
Міністерство національної оборони Турецької Республіки міністерство, в підпорядкуванні у голови Турецької Республіки, відповідає за оборонну політику та військові справи громадян Туреччини.

## Обов'язки
Обов'язки та повноваження Міністерства національної оборони такі:
Здійснювати політичне, юридичне, соціальне, освітнє, фінансове та бюджетне обслуговування місій національної оборони у військових навчальних закладах (військових училищах та підстаршинських професійно-технічних училищах).
У рамках оборонної політики Збройних Сил, що визначається Президентом, відповідно до принципів, пріоритетів та основних програм, які визначаються Генеральним штабом:
Здійснювати послуги з набору та комплектування особового складу в мирний і війну.
Здійснювати послуги із закупівлі зброї, транспортних засобів, техніки та всіх видів матеріально-технічних потреб.
Здійснення послуг військової промисловості, включаючи військові заводи та верфі.
Здійснювати медичні та ветеринарні послуги.
Здійснювати заходи з гуманітарного очищення від мін та/або нерозірваних боєприпасів, які мають здійснюватися в межах Турецької Республіки.
Здійснювати свою діяльність у межах Закону № 4536 від 24.02.2000 р. «Про принципи застосування до вибухонебезпечних речовин та підозрілих предметів, побачених у морях та на поверхні гуртожитку».
Надавати послуги з будівництва, нерухомості, житла та інфраструктури.
Здійснювати оглядові, оглядові та слідчі послуги.
Здійснювати розслідування безпеки та архівні дослідницькі служби персоналу, який працюватиме в центральних і провінційних організаціях міністерства, а також у пов’язаних, пов’язаних і суміжних установах, через Національну розвідувальну організацію та Головне управління безпеки.

## Організація

### Центральний апарат
- Головне управління військових заводів
- Головне управління військової охорони здоров'я
- Головне управління суднобудівних заводів
- Головне управління з підбору персоналу
- Головне управління карт
- Головне управління персоналу
- Головне управління оборони та безпеки
- Головне управління бюджетно-фінансових послуг
- Головне управління логістики
- Головне управління постачання послуг
- Головне управління оборони та безпеки
- Інспекційна комісія
- Кафедра зв'язку та інформаційної системи
- Відділ Національного центру протимінної діяльності
- Відділ технічного обслуговування
- Головне управління юридичних послуг
- Консультація зі зв'язків з пресою та громадськістю
- Приватний секретаріат

### Підлеглі команди
- Начальник Генерального штабу
- Командування Сухопутних військ
- Командування Військово-Морських Сил
- Командування ВПС

### Споріднені організації
- Машинобудування та хімічна промисловість
- Турецька аерокосмічна промисловість

Філії
- Національний університет оборони
- Армійський благодійний заклад